# Плати (Грчка)
Плати (грч. Πλατύ) је насељено место у општини Александрија у периферији Средишња Македонија, Грчка. Према попису из 2021. године било је 1.658 становника.
Према бугарском географу и историчару, Василу Канчову, у Платију је 1900. године живело 210 Грка и 48 Рома. 
После 1923. године насељено је 175 грчких избегличких породица, укупно 640 особа. На попису из 1928. године Плати је имао 744 становника.